# Perilitus lancearius
Perilitus lancearius är en stekelart som först beskrevs av Johannes Friedrich Ruthe 1856.  Perilitus lancearius ingår i släktet Perilitus och familjen bracksteklar. Inga underarter finns listade i Catalogue of Life.